# Víctor de la Serna Gutiérrez-Répide
Víctor de la Serna Gutiérrez-Répide (Santander, 1921-Madrid, 1983) fue un periodista, político, diplomático y escritor español.

## Biografía
Nacido en 1921 en Santander, era hijo de Víctor de la Serna y Espina y padre de Víctor de la Serna Arenillas. Combatió en la guerra civil del lado del bando sublevado y más adelante con la División Azul del lado de la Alemania nazi. Durante la dictadura franquista participó en publicaciones periódicas como Informaciones, La Tarde y El Alcázar, entre otras. Ocupó puestos diplomáticos y en la ONU, además de desempeñar  entre 1977 y 1979 el cargo de senador, designado por el monarca Juan Carlos I. Falleció el 30 de enero de 1983 en Madrid.